# كيت (محرر نصوص)
كيت (بالإنجليزية: Kate)‏، وعُرف سابقًا بكاتب ك المُتقدم، هو محرّر نصوص ذو ميزات مُتقدمة, من تطوير مجتمع كيدي. كُتبَ ليُستخدَم مع بيئة سطح المكتب بلازما. كما يدعم مُميزات يطلبها المُبرمجون غالباً لذا عادةً ما يُستخدَم كمحرّر برمجي.

## تاريخ

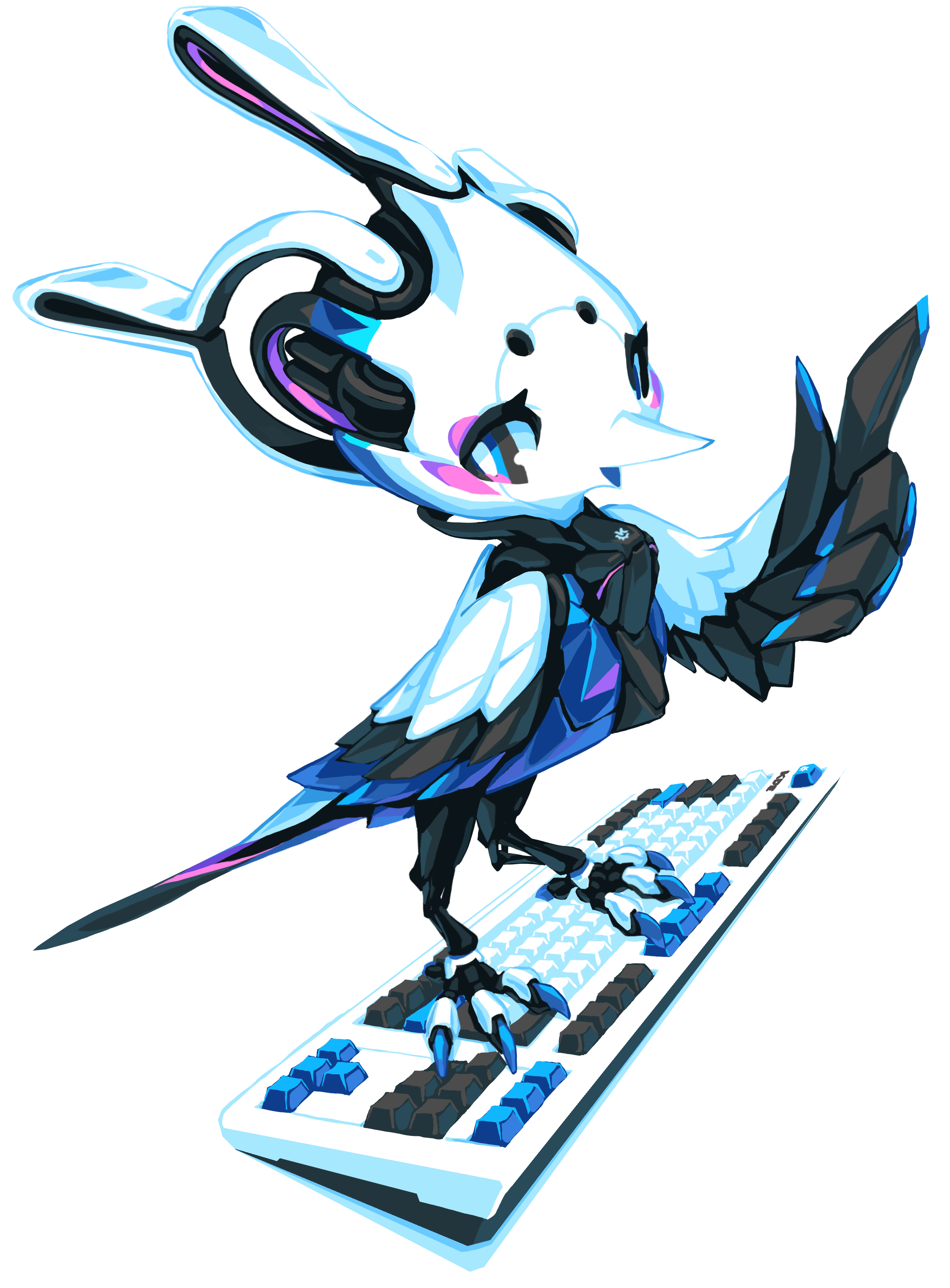
«كيت نقار الخشب الإلكتروني» من تصميم تيسون تان عام 2021, هو تميمة كيت الحالية. استبدل النسخة الأقدم المصممة عام 2014.

أصبح كيت جزءاً من تصريف برمجيات كيدي منذ الإصدار 2.2 عام 2001. يمكن تضمينه في تطبيقات كيدي الأخرى، بفضل تقنية قطع ك. من تطبيقات كيدي البارزة التي تستخدم كيت كقطعة لتحرير النصوص: بيئة التطوير المتكاملة مطور ك وبيئة تطوير الويب كوانتا بلس وواجهة تحرير لاتخ كايل.
كيت فاز بمقارنة أفضل محرر نص متقدم في مجلة صوت لينكس.
منذ يوليو 2014 بدئت جهود نقل كيت، بجانب دولفين وكونسول وتيليباثي وياكواك, إلى أطر عمل كيدي 5.
في 2022, عُدّل محرر النصوص كاتب ك ليستخدم النص المصدري لكيت مع ميزات معطلة.

## ميزات

### إمكانية إبراز النصوص البرمجية
يدعم كيت ميزة إبراز النصوص البرمجية والنصوص الخاصة بالشيفرات البرمجية وبشكل عام كافة النصوص المتعلقة بلغات البرمجية بألوان مميزة عن الألوان المُستخدَمة في عرض النصوص العادية بهدف مُساعدة المبرمجين.

### إمكانية اختيار نوع الترميز
يدعم كيت ميزة اختيار نوع الترميز المُراد حفظ المُستند به، أو اختيار نوع الترميز المُراد عرض المُستند الحالي به، حيث يدعم أكثر من 40 ترميزاً مُختلفاً ومن ضمنهم الترميز العالمي الموحد (بالإنجليزية: Unicode)‏

### إمكانية وضع علامات
يدعم كيت إمكانية وضع العلامات المرجعية على كلمة معينة أو سطر معين بهدف تسهيل العودة إليها لاحقاً بضغطة زر بدلاً من التمرير بعجلة الفأرة لحين الوصول إليها، يقول مطوري كاتب ك أن هذه الميزة مفيدة عند التعامل مع الملفات الضخمة حيث يصعب العودة مرة اُخرى إلى كلمة كان المُستخدِم قد قرئها سابقاً.

### إمكانية الإكمال التلقائي
يدعم كيت إمكانية الإكمال التلقائي للكلمات التي سبق قراءتها من قبل، فمثلأً عند كتابتك لكلمة «حلويات» فسيقوم البرنامج تلقائياً باقتراح الكلمة لك عندما تحاول كتابة أول 3 أحرف من نفس الكلمة مرة اُخرى، بهدف تسريع عمل المحررين.

### إمكانية طي أجزاء من المُستند
يدعم كاتب ك المُتقدم إمكانية طوي أجزاء [الإنجليزية] من المُستند المفتوح والتركيز على أجزاء اُخرى، بهدف مُساعدة المبرمجين على التعامل مع ملفات الشيفرات البرمجية الضخمة.

### إمكانية اختيار مُحرِفات نهايات الأسطر
يدعم كيت إمكانية اختيار مُحرِفاً معيناً لتمثيل نهايات الأسطر في المُستندات، بهدف حل مشكلة اختلاف مُحرِفات نهايات الأسطر بين أنظمة التشغيل المختلفة فتظهر أحياناً M^ وأحياناً <c r>.

### إمكانية استخدام ملحقات
يدعم كيت بضع ملحقات تأتي معه مبدئياً ولكن في حالة أرادها المُستخدِم فَسَيتوجب تفعيلها يدوياً كالتالي:
إعدادات> إضبط المحرّر > التمديدات > س
(حيث سـ هي اسم الملحق المُراد تفعيله)

### إمكانية فتح عدة ألسنة
يدعم كيت إمكانية فتح أكثر من لسان واحد في نفس الجلسة.

### إمكانية استخدام الطرفية داخل البرنامج
يتكامل كيت تماماً مع الطرفية حيث يُمكن فتح نافذة طرفية داخل البرنامج نفسه كما في الصورة أعلاه، وأيضاً يُمكن بضغطة زر نقل كل المكتوب في المحرّر إلى نافذة الطرفية المُصغرَة تلك ومن ثم يتم تنفيذ أي أوامر برمجية يتم العثور عليها وسط النص
أدوات > pipe to terminal

### إمكانية تكبير/تصغير خط العرض سريعاً
يدعم كاتب ك المُتقدم إمكانية تكبير/تصغير خط العرض سريعاً، حيث يدعم كاتب ك استخدام مفتاح التحكم "Control" + عجلة الفأرة لتكبير/تصغير مقاس الخط سريعاً ومشاهدة النتائج مباشرتاً، بدلاً من اختيار المقاس المُراد ببطئ من قائمة المقاسات المُنسدِلة.

### إمكانية البحث والاستبدال
يدعم كاتب ك المُتقدم إمكانية البحث عن كلمتاً ما ثم استبدالها بكلمة اُخرى.

### إمكانية النطق
يدعم كاتب ك المُتقدم إمكانية نطق النصوص لذوي الإحتياجات الخاصة، ولكن هذه الميزة تتطلب استخدام البرنامج على بيئة كيه دي إي (كدي) المُتكاملة حيث أن خاصية النطق ماهي سوى جزء مُدمج من برنامج آخر من برامج بيئة كيه دي إي (كدي)

### إمكانية التدقيق الإملائي
يدعم كاتب ك المُتقدم خاصية التدقيق الإملائي للمُساعدة في العثور على الأخطاء الإملائية وغيرها من الأخطاء سريعاً، بهدف تقليل الوقت المطلوب لإنهاء العمل.

### إمكانية التراجع/إلغاء التراجع
يدعم كاتب ك المُتقدم خاصيتا التراجع وإلغاء التراجع، بهدف المُساعدة على التراجع عن الأخطاء التي يقوم المُستخدِم بها غافلاً، من خِلال زِر «تراجع» وزِر «إلغ التراجع» الموجودان في شريط الأدوات الرئيسية.

### يدعم نمط القراءة فقط
يدعم كاتب ك المُتقدم إمكانية عرض المُستندات داخل نمط القراء فقط، بهدف الحماية من أي عبث أو تغيير.

## المُساهمون
يوجد العديد من المُساهمون في حركة تطوير كيت من حيث المُساهمة بالبرمجة أو الترجمة أو الإبلاغ عن الأخطاء أو اقتراح الأفكار نظراً لكونه برنامجاً حُراً ومفتوح المصدر، يمكن معرفة بعضاً من أسماءهم وعناوين بريدهم الإلكترونية من هنا.

## العيوب

### اليمين إلى اليسار
لا يدعم كاتب ك وكيت الكتابة من اليمين إلى اليسار مما يسبب مشاكل لناطقي اللغة العربية أثناء تنسيق المُستندات، ولكن يُمكن تفعيلها يدوياً كالتالي:
الإعدادات > إضبط المحرّر > المظهر > لسان «عام» > لف حركي للكلمات

### البحث عن كلمات عربية
لا يدعم كلاً من كاتب ك وكيت خاصية تجاهل الحركات التشكيلية أثناء البحث، مما يعني وجوب كتابة الكلمة تماماً كما هي عند البحث عنها، فلا يُمكن كتابة «المستخدم» للبحث عن «المُستخدِم».

## روابط خارجية
- معلومات عن البرنامج من موقع كيه دي إي (كدي) الرسمي
- الموقع الرسمي لكاتب ك/كاتب ك المُتقدم
- حَولَ كدي
- كيت على موقع Open Hub (الإنجليزية)
- كيت على موقع Framasoft (الفرنسية)